# Omar Briceño
Gabriel Omar Briceño Leyva (Nacido en Culiacán, Sinaloa México, 30 de enero de 1978) es un exfutbolista mexicano, actualmente es el entrenador del Deportivo Cafessa Jalisco.

## Trayectoria
Defensa central que debuta con el Atlas en el Verano 1997, donde se convirtió en pieza clave del conjunto entonces dirigido por el DT argentino Ricardo Antonio Lavolpe y donde llegó a disputar la final en el verano 1999, misma que pierde su equipo, Atlas, en tanda de penalties ante el Toluca. Fue un jugador de no muy alta estatura que destacaba por tener una muy buena ubicación dentro de la cancha y una importante fortaleza física. Pasó a Tigres para el Apertura 2002,y fue considerado para formar parte de la Selección Nacional. Su papel siempre ha sido el de alguien cumplidor y constante.
En 2007 dejó Tigres, y tuvo un paso fugaz en clubes como Veracruz y Puebla antes de fichar por Dorados en enero de 2009.
Al poco tiempo fue transferido a Chivas USA de la Mayor League Soccer donde no tuvo mucha actividad.
Briceño fue convocado en 19 ocasiones por la selección de fútbol de México entre 2003 y 2006.

### Clubes
| Club                 | País           | Año           | Partidos | Goles | Media |
| -------------------- | -------------- | ------------- | -------- | ----- | ----- |
| Atlas F.C.           | México         | 1997 - 2002   | 182      | 10    | 0.05  |
| C.F. Tigres U.A.N.L. | México         | 2002 - 2007   | 170      | 1     | 0.01  |
| C.D. Veracruz        | México         | 2007 - 2008   | 28       | 0     | 0     |
| Puebla F.C.          | México         | 2008          | 11       | 0     | 0     |
| C.D. Chivas USA      | Estados Unidos | 2009          | 20       | 1     | 0.05  |
| Dorados de Sinaloa   | México         | 2009 - 2011   | 40       | 0     | 0     |
| Total carrera        | Total carrera  | Total carrera | 451      | 12    | 0.03  |

## Estadísticas

### Clubes
| Atlas F.C. · México |               |               |     |    |    |    |    |     |     |    |
| 1ª | 1997          | 1             | 0   | 1  | 0  | -  | -  | 2   | 0   |    |
| 1ª | 1997-98       | 32            | 1   | -  | -  | -  | -  | 32  | 1   |    |
| 1ª | 1998-99       | 24            | 1   | -  | -  | -  | -  | 24  | 1   |    |
| 1ª | 1999-00       | 28            | 2   | 3  | 0  | 15 | 1  | 46  | 3   |    |
| 1ª | 2000-01       | 36            | 4   | 4  | 0  | -  | -  | 40  | 4   |    |
| 1ª | 2001-02       | 35            | 1   | 4  | 0  | -  | -  | 39  | 1   |    |
| Total club | Total club    | 156           | 9   | 11 | 0  | 15 | 1  | 182 | 10  |    |
| C.F. Tigres U.A.N.L. · México |               |               |     |    |    |    |    |     |     |    |
| 1ª | 2002-03       | 37            | 1   | -  | -  | -  | -  | 37  | 1   |    |
| 1ª | 2003-04       | 39            | 0   | 3  | 0  | -  | -  | 42  | 0   |    |
| 1ª | 2004-05       | 24            | 0   | 4  | 0  | 3  | 0  | 31  | 0   |    |
| 1ª | 2005-06       | 26            | 0   | 4  | 0  | 5  | 0  | 35  | 0   |    |
| 1ª | 2006-07       | 21            | 0   | 4  | 0  | -  | -  | 25  | 0   |    |
| Total club | Total club    | 147           | 1   | 15 | 0  | 8  | 0  | 170 | 1   |    |
| C.D. Veracruz · México |               |               |     |    |    |    |    |     |     |    |
| 1ª | 2007-08       | 28            | 0   | -  | -  | -  | -  | 28  | 0   |    |
| Total club | Total club    | 28            | 0   | -  | -  | -  | -  | 28  | 0   |    |
| Puebla F.C. · México |               |               |     |    |    |    |    |     |     |    |
| 1ª | 2008          | 11            | 0   | -  | -  | -  | -  | 11  | 0   |    |
| Total club | Total club    | 11            | 0   | -  | -  | -  | -  | 11  | 0   |    |
| C.D. Chivas USA Estados Unidos |               |               |     |    |    |    |    |     |     |    |
| 1ª | 2009          | 20            | 1   | -  | -  | -  | -  | 20  | 1   |    |
| Total club | Total club    | 20            | 1   | -  | -  | -  | -  | 20  | 1   |    |
| Dorados de Sinaloa · México |               |               |     |    |    |    |    |     |     |    |
| 2ª | 2009-10       | 23            | 0   | -  | -  | -  | -  | 23  | 0   |    |
| 2ª | 2010-11       | 17            | 0   | -  | -  | -  | -  | 17  | 0   |    |
| Total club | Total club    | 40            | 0   | -  | -  | -  | -  | 40  | 0   |    |
| Total carrera | Total carrera | Total carrera | 402 | 11 | 26 | 0  | 23 | 1   | 451 | 12 |
| (1)Incluye datos de la Copa México, Pre Pre Libertadores (1999, 2000 y 2001) e InterLiga (2004, 2005, 2006 y 2007). (2)Incluye datos de la Pre Libertadores (2000) y Copa Libertadores (2000, 2005 y 2006). |               |               |     |    |    |    |    |     |     |    |

## Selección nacional
Fecha de debut: 26 de marzo de 2003
Partido de debut:  Paraguay 1-1  México
Entrenador que lo debutó: Ricardo Lavolpe.
Fue convocado en 19 ocasiones por la selección de fútbol de México entre 2003 y 2006 jugo la Copa de Oro de la Concacaf 2003, Copa América 2004 y las eliminatorias mundialistas rumbo a Alemania 2006

### Participaciones en fases finales
| Competición            | Categoría | Sede           | Resultado        | Partidos |
| ---------------------- | --------- | -------------- | ---------------- | -------- |
| Copa Oro CONCACAF 2003 | Absoluta  | Estados Unidos | Campeón          | 5        |
| Copa América 2004      | Absoluta  | Perú           | Cuartos de final | 3        |
| Total                  | –         | –              | –                | 8        |

## Palmarés

### Campeonatos nacionales
| Título               | Club            | País           | Año  |
| -------------------- | --------------- | -------------- | ---- |
| Pre Pre Libertadores | Atlas F.C.      | Estados Unidos | 1999 |
| InterLiga            | Tigres U.A.N.L. | Estados Unidos | 2005 |
| InterLiga            | Tigres U.A.N.L. | Estados Unidos | 2006 |

### Campeonatos internacionales
| Título            | Club               | País                    | Año  |
| ----------------- | ------------------ | ----------------------- | ---- |
| Pre Libertadores  | Atlas F.C.         | México y Venezuela      | 2000 |
| Copa Oro CONCACAF | Selección Mexicana | Estados Unidos y México | 2003 |

Otros logros
- Subcampeón del Torneo Verano 1999 con el Atlas de Guadalajara.
- Subcampeón del Torneo Apertura 2003 con Tigres de la UANL.